# Persicula vanpeli
Persicula vanpeli is een slakkensoort uit de familie van de Cystiscidae. De wetenschappelijke naam van de soort werd in 2008 voor het eerst geldig gepubliceerd door Robert Moolenbeek en Bram van der Bijl.